# Eupolyodontes thomassini
Eupolyodontes thomassini är en ringmaskart som beskrevs av Pettibone 1989. Eupolyodontes thomassini ingår i släktet Eupolyodontes och familjen Acoetidae. Inga underarter finns listade i Catalogue of Life.